# جائزة الكرة الذهبية 1958
جائزة الكرة الذهبية 1958، جائزة سنوية تُعطى لأفضل لاعب كرة القدم في العالم من طرف مجلة فرانس فوتبول الفرنسية، كما تقرره لجنة دولية من الصحفيين الرياضيين، وفاز بالجائزة في سنة 1958 اللاعب الفرنسي ريموند كوبا لاعب ريال مدريد.

## الترتيب
| الترتيب | اللاعب      | النادي        | الجنسية | النقاط |
| ------- | ----------- | ------------- | ------- | ------ |
| 1       | ريموند كوبا | ريال مدريد    | فرنسا   | 71     |
| 2       | هيلموت ران  | روت فايس إيسن | ألمانيا | 40     |
| 3       | جاست فونتين | ستاد ريمس     | فرنسا   | 23     |